# Сафиуллин, Рифат Маратович
Рифат Маратович Сафиуллин (9 октября 1991) — российский лыжник, призёр чемпионата России. Мастер спорта России.

## Биография
Представляет Ханты-Мансийский автономный округ (г. Сургут «КЕДР») и спортивное общество «Динамо», в отдельных сезонах также представлял Республику Татарстан. Тренер — Бурылов А. Д.
Неоднократный призёр первенств России в младших возрастах, в том числе в 2011 году — чемпион в спринте, серебряный призёр в скиатлоне, в 2013 году — чемпион в спринте, в 2014 году — бронзовый призёр в спринте.
Участник чемпионата мира среди юниоров 2011 года в Отепя, где был четвёртым в спринте и 11-м — в скиатлоне. На чемпионате мира среди молодёжи (до 23 лет) 2013 года в Либереце занял 23-е место в гонке на 15 км, а в спринте был дисквалифицирован.
2-х кратный победитель ЦС ДИНАМО,
2015 году в спринте свободным стилем и в 2021 году в смешанной эстафете 4 чел., по 5 км..
Чемпион всероссийской универсиаде в спринте 2015 году.
На уровне чемпионата России в 2017 году завоевал бронзовую медаль в эстафете в составе сборной ХМАО, в 2018 году — бронзу в гонке на 70 км. Победитель (2016, 10 км, 15 км) и неоднократный призёр чемпионатов федерального округа. Призёр соревнований «Красногорская лыжня», неоднократный победитель соревнований регионального уровня. Серебряный призёр общего зачёта Кубка России 2015/16.
Становился призёром международных соревнований по гонкам на лыжероллерах «Спринт на Соборной» (Омск).